# Jamal Mustafa
Terrance Ladd Blalock, noto anche con lo pseudonimo di Mustafa Saed (Kings Mountain, Carolina del Nord, 30 settembre 1963), è un wrestler statunitense, noto per aver lottato nella Smoky Mountain Wrestling e nella ECW nel tag team "The Gangstas" insieme a New Jack.

## Carriera

### Inizi (1990–1991)
Mustafa fu allenato da Gene Anderson. Debuttò il 18 agosto 1990 a WCW Worldwide, lottando in coppia con Scott Williams in un match contro i Doom.

### World Championship Wrestling (1992–1993)
Nel novembre 1992, Saed cominciò a lottare nella World Championship Wrestling in qualità di jobber. Apparve prevalentemente a WCW Saturday Night, ed occasionalmente a WCW Main Event e WCW Worldwide, perdendo con 2 Cold Scorpio, Cactus Jack, Davey Boy Smith, Erik Watts e Van Hammer. Saed lasciò la WCW nel maggio 1993.

### Smoky Mountain Wrestling (1994–1995)
Nel 1994 nella Smoky Mountain Wrestling, la coppia Saed-New Jack e, per un breve periodo anche D'Lo Brown, furono conosciuti collettivamente come The Gangstas. Il gruppo cominciò a girare dei promo sull'attivista Medgar Evers ed O. J. Simpson per fare infuriare il pubblico bianco del sud. Killer Kyle si unì ai Gangstas nel marzo 1995 durante il loro feud con Jim Cornette e Bob Armstrong. Principalmente ebbero delle rivalità con The Rock 'n' Roll Express, The Thugs e PG-13.  Durante questo stint, la NAACP protestò ufficialmente contro la gimmick dei Gangstas per la rappresentazione degli afroamericani come delinquenti, dichiarando che non si erano verificati episodi di violenza razziale in Tennessee ormai da molti anni, e non volevano che i ragazzi di colore venissero raffigurati come dei gangster.
La controversa gimmick, tra le altre cose, portò alla fine dell'amicizia tra Mark Madden e il promotore SMW Jim Cornette e la loro faida è in corso fino ad oggi, con Madden, che all'epoca era appena uscito dal licenziamento di Bill Watts dalla World Championship Wrestling dopo aver informato Hank Aaron dell'impiego di Watts all'interno della Turner Broadcasting System in seguito alla pubblicazione di commenti controversi fatti da Watts (aveva definito razzista la gimmick dei Gangstas).

### Extreme Championship Wrestling (1995–1997, 1999)
Debuttando nella Extreme Championship Wrestling il 27 giugno all'evento Barbed Wire, Hoodies & Chokeslams, i Gangstas divennero in breve tempo dei face e si guadagnarono popolarità presso il pubblico ECW, portandosi regolarmente dietro vari oggetti contundenti come armi, incluse chitarre, stampelle e pistole sparachiodi nei bidoni della spazzatura e nei carrelli della spesa fino al ring. I Gangstas ebbero un lungo feud con i Public Enemy che durò fino all'inizio del 1996 quando i Public Enemy li sconfissero nel corso di uno street fight match. Vari mesi dopo la coppia ebbe una rivalità con gli Eliminators, sfidandoli per l'ECW World Tag Team Championship in varie occasioni prima di conquistare i titoli il 3 agosto all'evento The Doctor Is In. Sebbene persero i titoli diversi mesi dopo, a dicembre, sarebbero diventati campioni per la seconda volta il 19 luglio 1997 a Heat Wave. Dopo la perdita del secondo titolo, Saed si separò da New Jack e lasciò la ECW.
Saed tornò nella ECW il 12 febbraio 1999 a Crossing the Line '99 nel Queens a New York. Mustafa si riunì con New Jack per affrontare i Dudley Boys, ma inaspettatamente assalì il suo partner, rivelandosi il misterioso benefattore che voleva cacciare i Public Enemy e New Jack dalla ECW. Ora noto come Mr. Mustafa, sarebbe stato sconfitto da New Jack a Living Dangerously 1999 e avrebbe lasciato nuovamente la compagnia entro maggio.

### Circuito indipendente (1997–presente)
Tra il 1999 e il 2001 Saed lottò nella federazione World Wrestling Council di Porto Rico dove conquistò il WWC Puerto Rico Heavyweight Championship, il WWC World Television Championship e il WWC World Tag Team Championship (con Rastaman. Nel 2000 fece il suo primo ed unico tour del Giappone per la Big Japan Pro Wrestling, prendendo parte alla World Extreme Cup 2000.
L'8 agosto 2010, Saed e New Jack si riunirono per una sola serata nella Total Nonstop Action Wrestling, in occasione del pay-per-view Hardcore Justice, aggredendo il Team 3D e Joel Gertner dopo un match.
In seguito fece svariate apparizioni nella Supreme Pro Wrestling, di Elk Grove, California.

## Titoli e riconoscimenti
- All Pro Wrestling
  - APW/Vendetta Pro Unified Tag Team Championship (1) - con Boyce LeGrande[6]
  - APW Tag Team Championship (1) - con Boyce LeGrande
- Coastal Pro Wrestling
  - CPW Television Championship (1)[1]
- Extreme Championship Wrestling
  - ECW World Tag Team Championship (2) - con New Jack[2]
- Extreme Wrestling Alliance
  - EWA Heavyweight Championship (3)[1]
- North Georgia Wrestling Alliance
  - NGWA Tag Team Championship (1) - con New Jack[1]
- Pro Wrestling Bushido
  - PWB Tag Team Championship (1) - con Cjay Kurz
- Pro Wrestling Illustrated
  - 427º tra i migliori 500 wrestler singoli nei PWI Years del 2003
- Smoky Mountain Wrestling
  - SMW Tag Team Championship (1) - con New Jack[1]
- Supreme Pro Wrestling
  - SPW Tag Team Championship (1) - con RJ Bishop
- Vendetta Pro Wrestling
  - Unified Tag-Team Championship (1 time) - con Boyce LeGrande[6]
- World Wrestling Council
  - WWC Puerto Rico Heavyweight Championship (1)[1]
  - WWC World Tag Team Championship (1) - con Rastaman[1]
  - WWC World Television Championship (1)[1]